# Tradiciones alpinas precristianas
Existen una serie de ricas tradiciones alpinas precristianas, propias de los Alpes centrales y orientales de Europa, que se enlazan en el folclore y que se remontan a épocas paganas (precristianas), con elementos supervivientes amalgamados de las culturas alemana, gala (gala-romana), eslava (carantaniana) y de Recia.

## Mantenimiento a través de las épocas
Diversas costumbres o tradiciones antiguas han sobrevivido tales como danzas, arte popular, procesiones, rituales y juegos, en zonas rurales de Austria, Suiza, Baviera, Eslovenia, el noroeste de Croacia y norte de Italia. La elevada diversidad regional resulta del antiguo aislamiento entre las diversas comunidades alpinas. En los Alpes, la relación entre la Iglesia católica y el paganismo ha sido ambivalente. Mientras que ciertas costumbres han sobrevivido a la influencia de la iglesia en remotos valles inaccesibles, otras costumbres fueron asimiladas de manera activa a lo largo de los siglos.

## Krampus

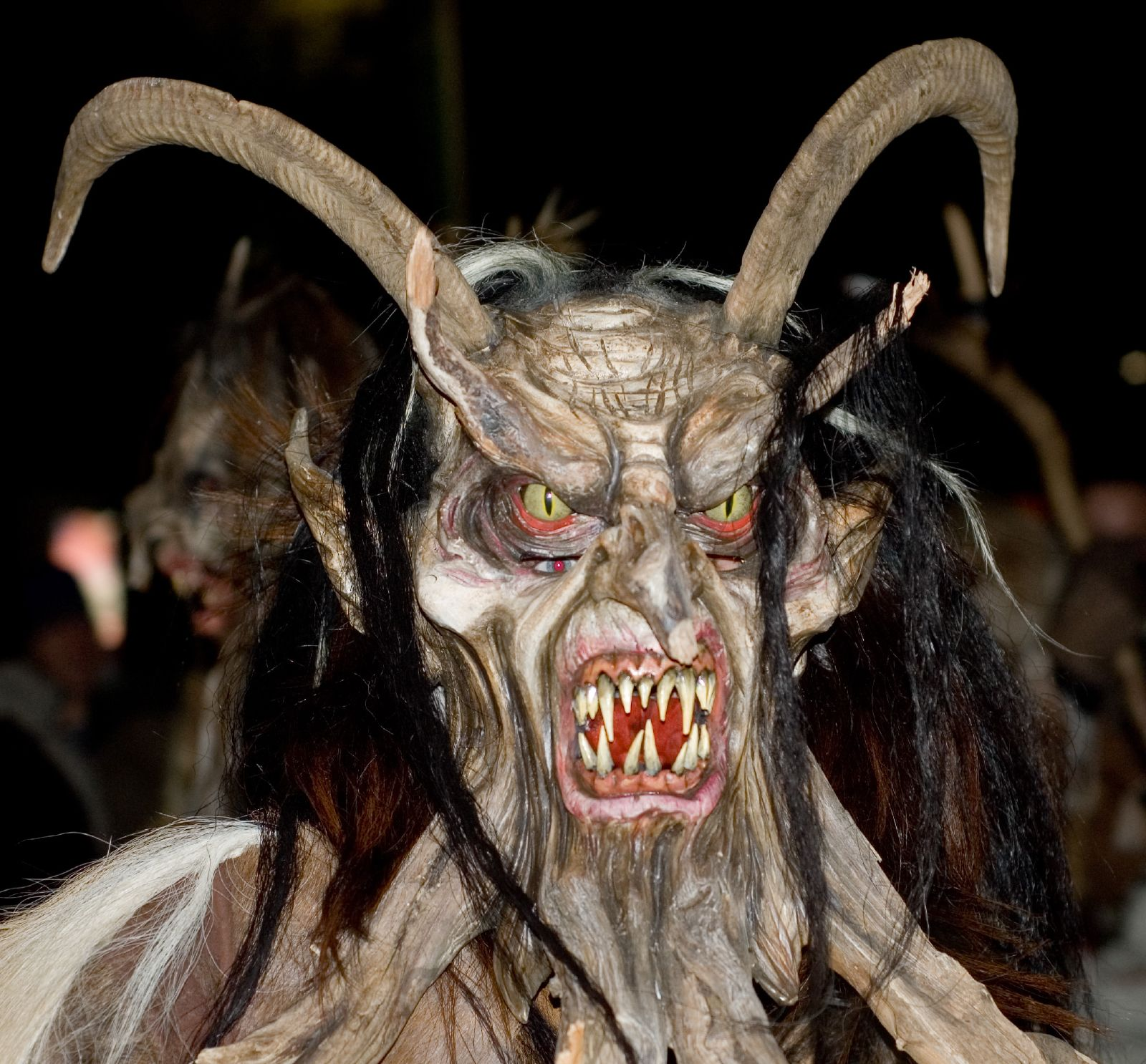
Krampus.

El vocablo Krampus se refiere a la palabra en Alto alemán antiguo para garfio (Krampen). En las regiones alpinas, el Krampus es una figura mitológica con cuernos representada como acompañante de San Nicolás. El Krampus hace las veces de un anti–San Nicolás, quien en vez de entregar regalos a los niños buenos, les da advertencias y castigos a los niños malos. Tradicionalmente, los hombres jóvenes se disfrazan de Krampus durante las dos primeras semanas de diciembre, especialmente en la noche del 5 al 6 de diciembre, y recorren las calles asustando a los niños y mujeres con cadenas viejas, látigos y cencerros. 

## Perchten
Originalmente, la palabra Perchten (plural de Perchta) hacía referencia a las máscaras animalescas que representaban el cortejo de una antigua diosa, Frau Perchta, o Pehta Baba como se la denomina en Eslovenia. Hay quienes sostienen que esta tiene relación con la diosa  nórdica Freyja, aunque ello es incierto. Tradicionalmente, los enmascarados desfilan en procesiones (Perchtenlauf) durante la última semana de diciembre y primera semana de enero, especialmente el 5 y 6 de enero. La vestimenta consta de una máscara cornuda de madera y una piel de oveja blanca o marrón. En la actualidad los Krampus y los Perchten desfilan a menudo en un único encuentro, sin hacer distinciones entre ambos. Perchten se asocia con el pleno invierno y la encarnación del Destino y las almas de los muertos. El nombre procede de la palabra del alto alemán peraht (‘brillante’).
Entre las variaciones regionales del nombre se cuentan Berigl, Berchtlmuada, Berchta, Pehta, Perhta-Baba, Zlobna Pehta, Bechtrababa, Sampa, Stampa, Lutzl, Zamperin, Pudelfrau, Zampermuatta y Rauweib. La iglesia católica reprobó y prohibió estas procesiones en los siglos XVIII y XIX, pero desde finales del siglo XX resurgieron con fuerza.
En la región austríaca de Pongau se celebra una larga procesión de Schönperchten ("Perchten bellos") y Schiachperchten ("Perchten feos") cada invierno. Otras variantes regionales son el Tresterer en la región austríaca de Pinzgau, los bailarines zancudos de la ciudad de Unken, el Schnabelpercht ("Percht borrachos") en la región de Unterinntal y el Glöcklerlaufen ("campanas corredoras") en Salzkammergut. Son numerosas las estaciones de esquí y resorts de montaña que ofrecen este espectáculo a los turistas durante la temporada invernal.
A veces, der Teufel (el diablo) es considerado el más schiach ("feo") Percht (masculino singular de Perchten) y Frau Perchta el más schön (‘hermoso’) Perchtin (femenino singular de Perchten).

## Badalisco
El Badalisco es un "buen" animal mitológico que vive en los bosques del valle de Andrista, en Val Camonica, Italia. Durante la Epifanía, 5- 6 de enero, alguien disfrazado de la criatura es "capturado" por los hombres jóvenes y llevado al pueblo, cuyas calles recorre recitando mofas y chismes pícaros sobre los vecinos. Al final de la fiesta es liberado hasta el próximo año.<ref>ADL ©Atlante Demologico Lombardo: Il Bresciano - Festa del Badalisc ad Andrista di Cevo.

## Galería

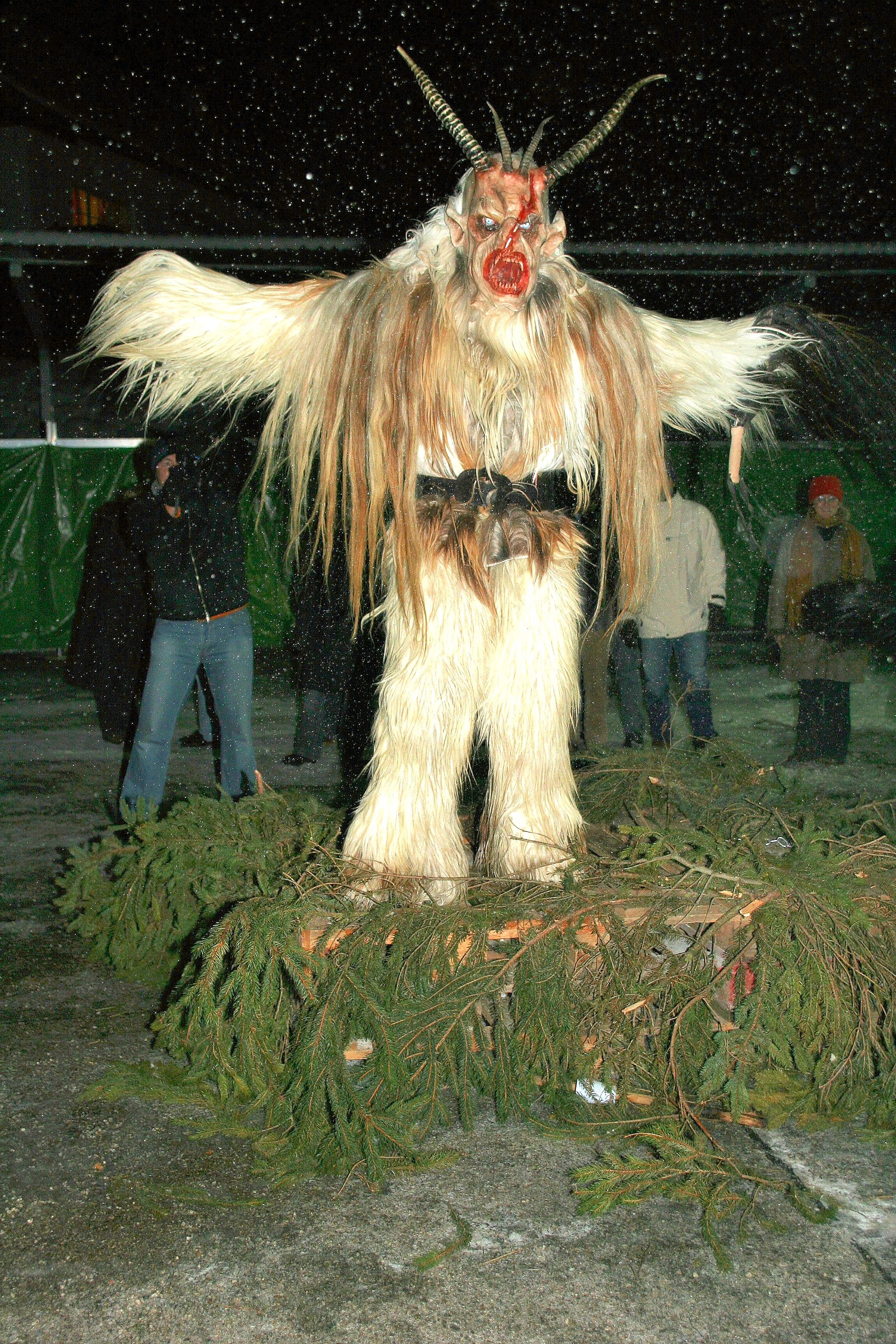
Krampus
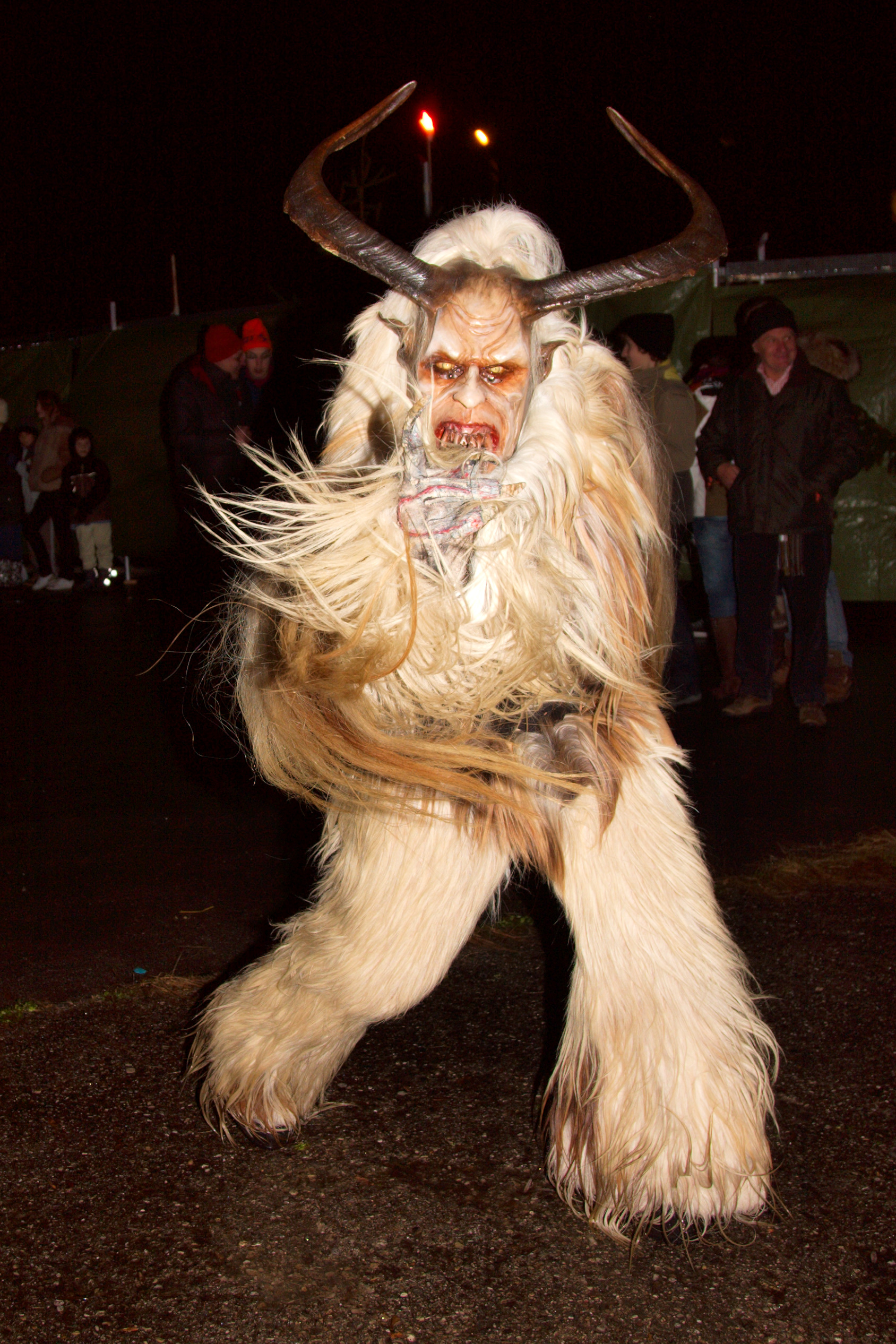
integrante del cortejo de Percht
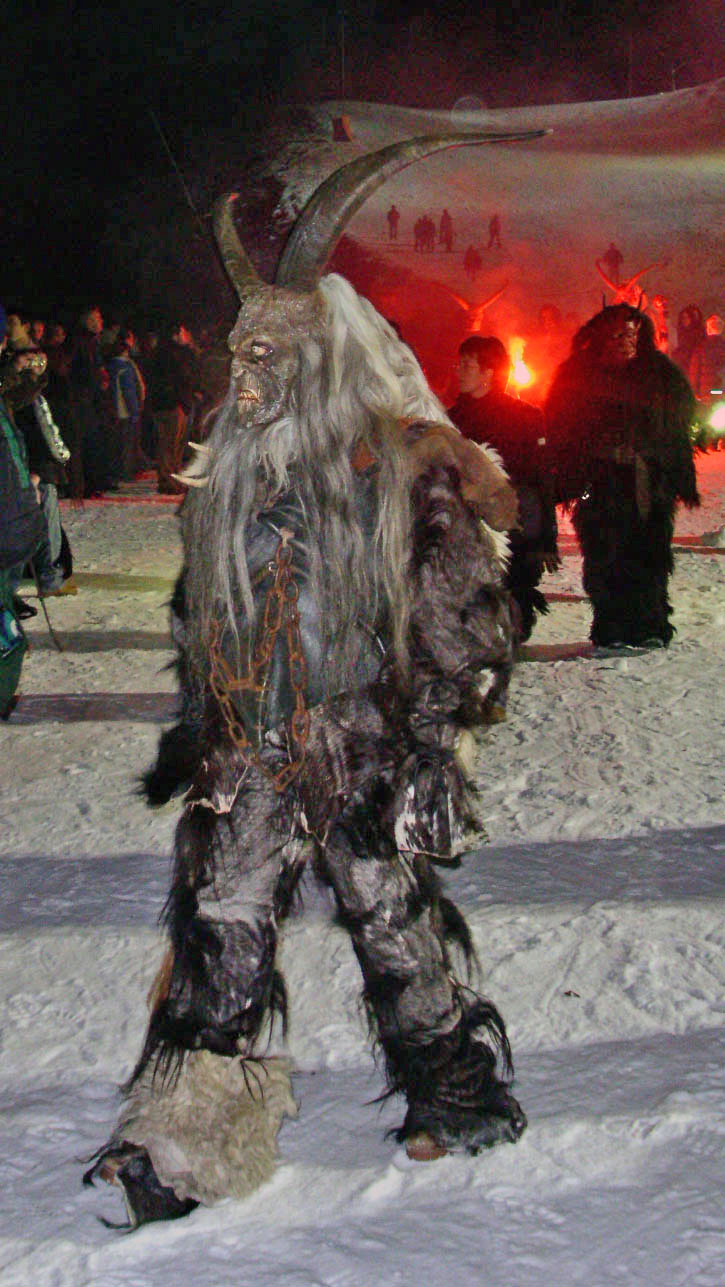
Procesión en Klagenfurt
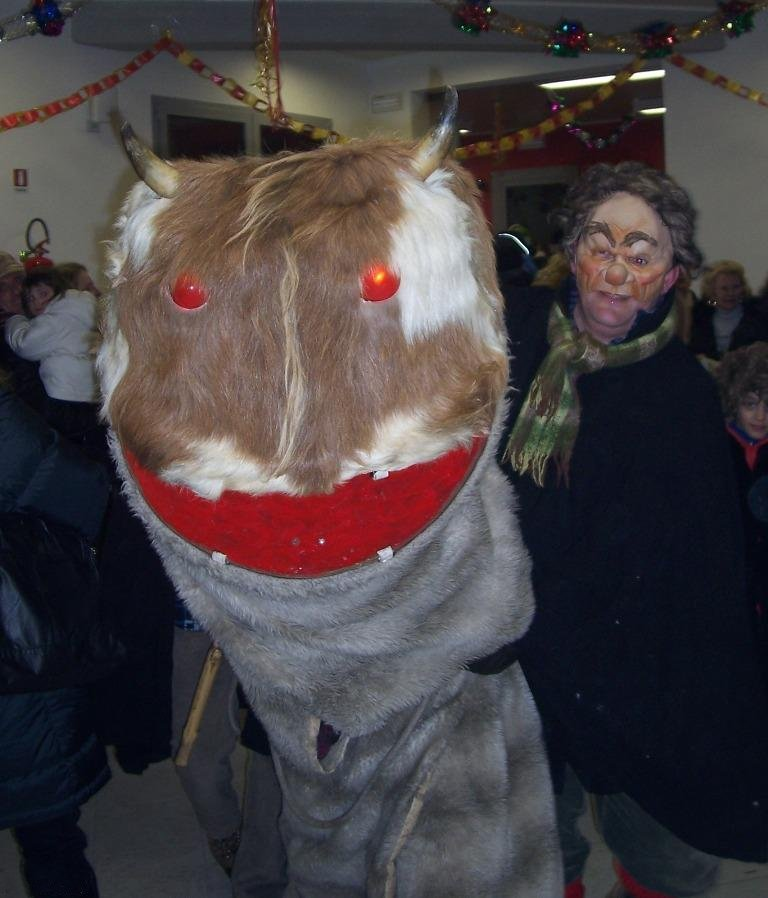
El Badalisco en Val Camonica
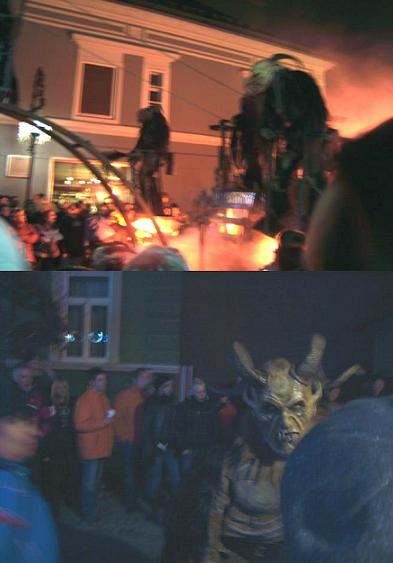
Procesión en Leibnitz (Austria).